# Noli
Noli (ligur nyelven Nöi vagy Nori) település Olaszországban, Liguria régióban, Savona megyében.
Lakosainak száma 2444 fő (2023. január 1.). Noli Finale Ligure, Spotorno és Vezzi Portio községekkel határos.

## Népesség
A település lakossága az elmúlt években az alábbi módon változott:
| Lakosok száma | 2725 | 2692 | 2444 |
|               | 2017 | 2018 | 2023 |